# Johann Rapp
Johann Rapp (14. září 1829 Linec – 4. února 1908 Kaltern) byl rakouský právník a politik německé národnosti z Tyrolska (respektive z dnešního Jižního Tyrolska), v 2. polovině 19. století poslanec Říšské rady.

## Biografie
Jeho otec Josef Rapp byl právníkem a historikem. Jeho bratrem byl Franz von Rapp, zemský hejtman Tyrolska. Johann vystudoval práva na Innsbrucké univerzitě. V roce 1851 získal titul doktora práv. Působil pak jako koncipient, od roku 1865 jako advokát v jihotyrolském Kaltern. Byl zde členem obecní rady a v letech 1877–1880 i starostou.
V letech 1870–1895 zasedal jako poslanec Tyrolského zemského sněmu. V zemském sněmu zasedal v stálém školském referátu a v roce 1892 se zapojil do boje okolo tyrolského školského zákona.
Byl také poslancem Říšské rady (celostátního parlamentu Předlitavska), kam nastoupil v prvních přímých volbách roku 1873 za kurii venkovských obcí v Tyrolsku, obvod Schwaz, Kufstein, Kitzbichl atd. Slib složil 21. ledna 1874, rezignaci oznámil na schůzi 18. března 1875. Do parlamentu se vrátil ve volbách roku 1885, opět za kurii venkovských obcí, obvod Schwaz, Kufstein atd. Slib složil 28. září 1885. Mandát zde obhájil ve volbách roku 1891. V roce 1873 se uvádí jako Dr. Johann Rapp, advokát, bytem Kaltern.
V roce 1873 zastupoval v parlamentu opoziční blok. Zasedal v poslaneckém Hohenwartově klubu (tzv. (Strana práva, která byla konzervativně a federalisticky orientována). Byl přesvědčeným federalistou. V listopadu 1895 odešel na Říšské radě z Hohewartova klubu do nové poslanecké frakce Katolické lidové strany okolo Josefa von Dipauliho. Po roce 1898 se stáhl z veřejného života.
Zemřel v únoru 1908 ve věku 80 let.